# أوغست كيريس
أوغست بايرون كيريس الثالث (بالإنجليزية: August Kreis III)‏ (من مواليد 2 نوفمبر 1954) هو زعيم أمريكي نازي جديد سابق ومدان متحرش بالأطفال. كان كيريس عضوًا في كو كلوكس كلان (KKK)، وPosse Comitatus، واريان نايشنز

## السيرة الشخصية
قبل الانضمام إلى الجماعات العنصرية، انسحب كيريس من مدرسة نيوآرك بولاية نيوجيرسي الثانوية. وخلال أيام دراسته الثانوية أصبح مهتمًا ونشطًا في حركة سيادة البيض. كما خدم في البحرية الأمريكية لمدة تسعة أشهر، ولكن تم تسريحه مبكرًا «بناءً على إصرار على أنه غير مناسب للخدمة العسكرية». ثم أمضى 13 عامًا كعضو في KKK وأصبح في النهاية قائدًا لكلان. انضم إلى Posse Comitatus في أواخر الثمانينيات.
في 1994 و1995 ظهر كيريس وابنتيه في عرض جيري سبرينغر. في إحدى الحلقات، استضاف جيري سبرينغر كيريس في عرضه بعد أن وجه تهديدات واقترح كيريس أن والدة سبرينغر كانت عاكس الضوء في صندوق سيارة كريس.
في عام 1999 انضم كريس إلى الأمم الآرية. وبعد وفاة زعيم الأمم الآرية ريتشارد جيرنت بتلر، وفي صراع على السلطة، تولى كيريس مناصب قيادية داخل الأمم الآرية، مما تسبب في انقسام داخل المنظمة.
كان كيريس معروفًا محليًا بمضايقة الجيران وأهل البلدة الذين اختلف معهم. وقد وجهت الشرطة العديد من التهم إليه، لكنه لم يدان قط بأي منها. 
في عام 2005 حصل على اهتمام وسائل الإعلام من خلال السعي إلى تحالف الدول الآرية وتنظيم القاعدة. ذكرت شبكة سي إن إن أنه «ومع من أن كريس قد ينادي، إلا أنه لا توجد إشارة على أن القاعدة تستمع». أثارت تصريحاته مخاوف اتحادية بشأن انتهاكات القانون التي دفعت الحكومة إلى النظر عن كثب في أنشطته وأمواله. خلصت الحكومة الفيدرالية إلى أنه لا علاقة له بأي منظمة إرهابية. ومع ذلك، اكتشفت الحكومة في هذه العملية «أموالًا كبيرة غير مُبلغ عنها» تذهب إلى حساباته المصرفية بأكثر من 33,000 دولار في دخل غير المبلغ عنه في 2005.
مع أن كيريس أمضى وقتًا قصيرًا فقط في البحرية، فقد خدم في زمن الحرب ونتيجة لذلك، حصل على «معاش محسن» بناءً على الحاجة المالية، والذي يتم تعديله على أساس الدخل. في عام 2009، انتقل من مقاطعة بوتر بولاية بنسلفانيا إلى ليكسينغتون بولاية ساوث كارولينا، بالقرب من كولومبيا في ساوث كارولينا.
في يونيو 2011، ألقي القبض على كيريس في مقاطعة أوبيون بولاية تينيسي بتهمة «جناية لتقديم أقوال احتيالية في محاولة للحصول على مزايا قدامى المحاربين». وبحسب مكتب المدعي العام الأمريكي، «تزعم لائحة الاتهام أن كيريس قدم معلومات كاذبة حول ما إذا كان لديه أي دخل في التقارير التي قدمها إلى وزارة شؤون المحاربين القدامى». لقد رفض الاستسلام عندما تم تقديم التهم. تم احتجازه في مركز اعتقال اتحادي.
في أغسطس 2011، أقر بأنه مذنب بالكذب على مسؤولي إدارة المحاربين القدامى من أجل الحصول على أموال معاشات التقاعد التي لم يكن يحق له الحصول عليها، وواجه عقوبة محتملة بالسجن لمدة خمس سنوات وغرامة قدرها 250,000 دولار. في ديسمبر 2011، حُكم عليه بالسجن ستة أشهر. وقد قضى في النهاية ستة أشهر من الإقامة الجبرية تليها عامين من المراقبة وكان عليه أن يسدد ما يقرب من 193,000 دولار من الاستحقاقات التي تم تلقيها بشكل غير صحيح.
في أوائل عام 2012، غادر الأمم الآرية أثناء وجوده في السجن، مررًا قيادة المنظمة إلى درو بوستويك.
في 19 فبراير 2014، ألقي القبض على كيريس في ست تهم بالاعتداء الجنسي على الأطفال في مقاطعة ريتشلاند بولاية كارولينا الجنوية.
في 5 نوفمبر 2015، حكم قاضي مقاطعة ليكسينغتون بولاية كارولينا الجنوبية على كريس بالسجن 50 عامًا بتهمة التحرش بالأطفال. وبعد محاكمة استمرت ثلاثة أيام، وجدت هيئة محلفين في مقاطعة ليكسينغتون أن كيريس، البالغ من العمر 61 عامًا، مذنب بتهمة واحدة من السلوك الجنسي الإجرامي الذي ينطوي على طفل قاصر واتهامين بارتكاب أفعال بذيئة ضد طفل. حُكم على كريس بالسجن لمدة 15 عامًا وجزءًا واحدًا لمدة 20 عامًا، وكلها تنفذ على التوالي. أثناء الحكم عليه، رفع لافتة تحث الناس على التصويت لدونالد ترامب للرئاسة. دفع ذلك محامي كيريس إلى طلب محاكمة، لكن القاضي رفض الطلب وأصدر تعليمات إلى هيئة المحلفين بدلًا من ذلك بالتركيز على الأدلة.

## روابط خارجية
- فصيل كريس من موقع الأمم الآرية
- المتفوق الأبيض يقر بالذنب في قضية معاش شؤون المحاربين القدامى ، بيان صحفي لمكتب التحقيقات الفدرالي
- قائمة دوري مكافحة التشهير للأمم الآرية
- مقالة مركز قانون الفقر الجنوبي
- مقالة رابطة مكافحة التشهير عن الأمم الآرية والإنترنت
- Morlin، Bill (2 أكتوبر 2001)، "Butler chooses Aryan successor"، The Spokesman-Review